# Runović
Runović falu Horvátországban Split-Dalmácia megyében. Közigazgatásilag Runovići községhez tartozik.

## Fekvése
Splittől légvonalban 66, közúton 91 km-re keletre, Makarskától légvonalban 20, közúton 43 km-re északkeletre, a dalmát Zagora területén, Imotska krajina középső részén, Imotskitól 10 km-re délre, az Imotski-mező déli peremén  fekszik. A község központi települése.

## Története
Runović területe már a történelem előtti időkben is lakott volt. A térség első ismert népe az illírek egyik törzse a dalmátok voltak. Ezt igazolják az ókorból fennmaradt halomsírok és várak maradványai, melyekből a község területén több is található. Ilyenek a Liskovacon és Slivno határában a Gradina nevű magaslaton található történelem előtti várromok, valamint a mračaji, mrkonjići és sebišnai halomsírok. A rómaiak csak az 1. század elejére tudták véglegesen meghódítani a térséget. Runović helyén feküdt a római korban Ad Novae. Itt haladt át a Salonából Ad Novaen keresztül Narona irányába menő római út. A római uralom egészen 481-ig tartott, amikor Odoaker germán hadai foglalták el Dalmáciát. 493-ban a keleti gótok lerázva Odoaker uralmát fennhatóságuk alatt egyesítették Dalmáciát és a Drávától félre eső pannon területeket, melynek fővárosa Salona volt. Imotska krajina 535-ig maradt keleti gót uralom alatt, amikor I. Justinianus császár a Keletrómai Birodalom részévé tette. 6. század második felében a területet elfoglalták az avarok és szláv segédnépeik. A középkori horvát állam közigazgatásában ez a terület Fehér-Horvátországhoz, azon belül az Imoti zsupánsághoz tartozott. A török 1463-ban meghódította a közeli Boszniát, majd 1493-re már ez a terület is uralmuk alá került. A török uralom idején a Hercegovaci szandzsákban az Imotski náhije területéhez tartozott. A velencei-török háborúk idején megmaradt lakossága nagyrészt a biztonságosabb tengermellékre menekült. Az 1699-es karlócai béke még török kézen hagyta. Végleges felszabadulása csak az újabb velencei-török háborút lezáró pozsareváci békével 1718-ban történt meg. Ezután a Velencei Köztársaság fennhatósága alá tartozott. A velencei uralom kezdetén lakosságát újratelepítették. 
Kezdetben a podbabljei plébániához tartozott, majd 1762-ben Blašković püspök megalapította az önálló runovići plébániát. A lakosság mezőgazdaságból és állattartásból élt, de gyakran pusztított éhínség is. A velencei uralomnak 1797-ben vége szakadt és osztrák csapatok vonultak be Dalmáciába. 1806-ban az osztrákokat legyőző franciák uralma alá került, de Napóleon lipcsei veresége után 1813-ban újra az osztrákoké lett. 1869-ben felépült az új plébániatemplom. A településnek 1857-ben 956, 1910-ben 3011 lakosa volt. A 20. század elejére a megélhetés fő forrását a szőlő- és dohánytermesztés, valamint a kukorica adta. Emellett sokan jártak Hercegovinába dolgozni, Szlavóniába pedig tanulni. 1918-ban az új szerb-horvát-szlovén állam, majd később Jugoszlávia része lett. 1941 áprilisában a Független Horvát Állam része, majd 1943. szeptemberétől 1944 októberéig német megszállás alatt volt. A háború után a szocialista Jugoszláviához került. 1991 óta a független Horvátországhoz tartozik. 2011-ben a településnek 2024 lakosa volt.

## Lakosság
| Lakosság változása | Lakosság változása | Lakosság változása | Lakosság változása | Lakosság változása | Lakosság változása | Lakosság változása | Lakosság változása | Lakosság változása | Lakosság változása | Lakosság változása | Lakosság változása | Lakosság változása | Lakosság változása | Lakosság változása | Lakosság változása |
| ------------------ | ------------------ | ------------------ | ------------------ | ------------------ | ------------------ | ------------------ | ------------------ | ------------------ | ------------------ | ------------------ | ------------------ | ------------------ | ------------------ | ------------------ | ------------------ |
| 1857               | 1869               | 1880               | 1890               | 1900               | 1910               | 1921               | 1931               | 1948               | 1953               | 1961               | 1971               | 1981               | 1991               | 2001               | 2011               |
| 956                | 1.813              | 1.533              | 1.771              | 2.154              | 3.011              | 2.917              | 2.057              | 2.429              | 2.447              | 2.495              | 2.598              | 2.293              | 2.519              | 2.071              | 2.024              |

## Nevezetességei
- Kármelhegyi boldogasszony tiszteletére szentelt római katolikus plébániatemploma, ahogyan az a bejárat felett is olvasható 1869-ben épült. Homlokzatán a bejárat felett kőkereszt, az oromzaton pedig pengefalú harangtorony található, benne három haranggal. Az egyhajós épület hosszúsága 31, szélessége 10 méter. Három alkalommal is földrengés sújtotta. Először 1923. március 15-én, másodszor pedig 1942. december 29-én. Ezután falait vasalással erősítették meg. A harmadik földrengés 1962. január 7-én következett be, mely után a súlyosan sérült templomot Ante Barać tervei szerint építették újjá. Az apszist betonnal és kövekkel falazták újra, a falakat vasbeton koszorúval és betongerendákkal erősítették meg. A templom három oltára a 20. század első felében készült. A carrarai márványból faragott főoltár a spliti Bilinić cég munkája. Ugyancsak márványból készült 1912-ben az északi mellékoltár, mely a Kármelhegyi boldogasszony tiszteletére van felszentelve. A déli mellékoltár fából faragott tiroli munka, Szent Mihály tiszteletére van szentelve. Az új liturgikus teret a szembemiséző oltárral 1976-ban alakították ki. 1999-ben építették az épülettől kissé távolabb álló, 26 és fél méter magas vasbeton, kővel burkolt piramis záródású harangtornyot. 2003-ban a szembemiséző oltárt új, portugál márványból készített oltárra cserélték át, mely Kuzma Kovačić szobrászművész munkája. Ekkor helyezték el a keresztút bronz domborműveit, 14 helyi család ajándékát, Marija Ujević szobrászművész munkáit.

- Ad Novae római város maradványai a plébániatemplom feletti területen rejtőznek a föld alatt. Sajnos e területet régészek még nem tárták fel, de az idők folyamán főként a földművelés során már számos tárgy került elő innen. A numizmatikai leletek a múzeumok gyűjteményeibe kerültek. Az imotski kolostor gyűjteményében található egy sírkő, egy olyan katona sírköve aki Novaén szolgált. A római legio szimbólumát, egy kiterjesztett szárnyú sast 1888-ban találták meg Runovićon. A lelet a szakemberek szerint a 2. századból származik. A települést a korabeli források 194-ben említik először. Ad Novae az Imotski-mező akkori legnagyobb települése volt, határa valószínűleg egészen a mai Kamenmostig nyúlt, ahol a római út átvezett a Vrljikán. Ad Novaet utak kötötték össze a környező nagyobb településekkel, a mai Metković közelében feküdt Naronával, a Trilj helyén épített Tiluriummal és a mai Solin melletti Salonával. Novae városát az 532-es salonai zsinat irataiban még említik, ez egyben a római település utolsó említése. Valószínűleg a 6. század második felében betörő avarok pusztították el.

- A hercegovinai határához közel a Vrljica folyón található a Brvina-híd.[4] A történelmi források szerint a négy boltíves kőhíd a 19. század második felében épült. A boltívek hosszúkás téglalap alakú kőgerendákon fekszenek, a nyugati oldalon háromszög alakú hullámtörőkkel. A híd 16,65 m hosszú, szélessége pedig a mellvédekkel együtt körülbelül 4,95 m. A híd látképe harmonikusan illeszkedik a környező tájba.

## Gazdaság
A helyi gazdaság kevéssé fejlett, a lakosság fő megélhetési forrása hagyományosan a mezőgazdaság, a fiatalok azonban már főként a távolabbi nagyobb városokban keresnek munkát. Sok embert foglalkoztat a donji proložaci székhelyű  Imota nevű borászati cég, ahova sokat értékesítik saját jő minőségű szőlőjüket. Runovićon működik a Mijukić Prom nevű hússzárító cég, mely a legjobb minőségű szárított sonkát készíti Dalmáciában. A közeli Mračaj-hegyen szőlőt termesztenek és a falusi turizmust szeretnék tovább fejleszteni.

## Oktatás
A településen alapiskola működik. Az iskola 1937-ben nyitotta meg kapuit.

## Sport
A település labdarúgóklubja a „Mračaj”, ahonnan több tehetséges horvát labdarúgó is kikerült. Az utóbbi időben a helyi kajakosok klubja is szép eredményeket ért el.